# Microtus limnophilus
Microtus limnophilus é uma espécie de roedor da família Cricetidae.
Pode ser encontrada nos seguintes países: China e Mongolia.